# San Gabriel (La Unión)
San Gabriel  (Bayan ng  San Gabriel) es un municipio filipino de cuarta categoría, situado en la isla de Luzón y perteneciente a  la provincia de La Unión en la Región Administrativa de Ilocos, también denominada Región I.

## Barangays
San Gabriel se divide, a los efectos administrativos, en 15  barangayes o barrios, conforme a la siguiente relación:
| - Amontoc - Apayao - Balbalayang - Bayabas | - Bucao - Bumbuneg - Lacong - Lipay del Este | - Lipay del Norte - Lipay - Lipay del Sur - Lon-oy | - Población - Polipol - Daking |  |

## Historia
El municipio de San Gabriel data del año de 1906 formando parte de la subprovincia de Amburayan, siendo su primer alcalde Pablo Waggay.
En 1920 pasa a convertirse en un distrito municipal de Amburayan.
En 1922 recupera la condición de municipio tras un arreglo de  límites entre La Unión y la provincia de La  Montaña.
En 1947 queda confirmado como municipio regular.